# Achmed Dogan
Achmed Demir Dogan, bułg. Ахмед Демир Доган, tur. Ahmed Demir Doğan (ur. 29 marca 1954 w Pczełarowie w obwodzie Dobricz) – bułgarski polityk narodowości tureckiej, w latach 1990–2013 lider Ruchu na rzecz Praw i Wolności (DPS), od 1990 do 2013 poseł do Zgromadzenia Narodowego.

## Życiorys
W 1981 ukończył studia filozoficzne w Uniwersytecie Sofijskim im. św. Klemensa z Ochrydy, odbył następnie aspiranturę w instytucie filozofii przy Bułgarskiej Akademii Nauk, zakończoną obroną pracy kandydackiej. Według dokumentu opublikowanego przez komisję zajmującą się badaniem archiwów bułgarskiej bezpieki, od 1974 był tajnym współpracownikiem komunistycznych służb specjalnych, działał pod pseudonimami „Sawa”, „Angełow” i „Sergej”.
W 1985 został absolwentem AONSU, akademii nauk społecznych działającej przy komitecie centralnym Bułgarskiej Partii Komunistycznej. W tym samym roku zaangażował się w ruch oporu przeciwko tzw. procesowi odrodzenia, zapoczątkowanemu przez komunistów w celu przymusowej asymilacji mniejszości Turków i Pomaków. Z powodu swojej działalności został w 1986 został aresztowany, a następnie skazany na karę 6 miesięcy i 15 dni pozbawienia wolności. W 1987 był przetrzymywany w tzw. celi śmierci, w 1989 sąd okręgowy w Warnie skazał go na karę 10 lat pozbawienia wolności za współtworzenie antyrządowej organizacji. W tym samym roku zwolniono go na mocy amnestii.
4 stycznia 1990 został przewodniczącym legalnie już działającego Ruchu na rzecz Praw i Wolności, partii reprezentującej głównie interesy mniejszości tureckiej. Ugrupowaniem tym kierował nieprzerwanie do 2013, kiedy to zastąpił go Lutwi Mestan. Objął także funkcję dyrektora redakcji gazety „Prawa i swobodi”. W latach 1990–1991 był deputowanym do konstytuanty. W 1991 uzyskał mandat posła do Zgromadzenia Narodowego 36. kadencji. Z powodzeniem ubiegał się o reelekcję w 1994, 1997, 2001, 2005 i 2009 na 37., 38., 39., 40. i 41. kadencję. Kontrowersje wzbudziła jego wypowiedź z kampanii wyborczej w 2005, gdy w talk-show Szouto na Sławi stwierdził, że jego partia jest powiązana z siecią firm, które ją finansują w zamian za pomoc. Wyznanie to stało się przedmiotem medialnej dyskusji na temat uczciwości polityków i ich związków z biznesem. W styczniu 2013 podczas wygłaszanego przemówienia został zaatakowany przez napastnika posługującego się pistoletem gazowym, który zaciął się przy próbie strzału.
W 2013 odszedł z parlamentu, pozostał honorowym przewodniczącym partii. Wkrótce po wyborach z czerwca 2024 w DPS doszło do wewnętrznego konfliktu między frakcją współprzewodniczącego Delana Peewskiego, a grupą wspierającą Achmeda Dogana i drugiego współprzewodniczącego Dżewdeta Czakyrowa. W klubie poselskim przewagę utrzymała pierwsza z nich, wykluczając ze swoich szeregów przedstawicieli drugiej frakcji. Do kolejnych wyborów krajowych z października 2024 frakcja ta przystąpiła ostatecznie pod szyldem APS (konkurując z kierowanym przez Delana Peewskiego komitetem DPS-NN, którego Ruch na rzecz Praw i Wolności stał się formalnym uczestnikiem). Achmed Dogan z ramienia APS uzyskał wówczas mandat poselski, jednak zrezygnował z jego objęcia. W grudniu 2024 Delan Peewski przeforsował zmiany w statucie DPS odbierającego Achmedowi Doganowi status honorowego przewodniczącego partii.

## Odznaczenia
Został odznaczony przez prezydenta Georgiego Pyrwanowa Orderem Stara Płanina I klasy. W 2004 zwrócił to odznaczenie, protestując w ten sposób przeciwko decyzji Georgiego Pyrwanowa o wyróżnieniu tym samym orderem byłego prokuratora Wasiła Mryczkowa.

## Życie prywatne
Achmed Dogan był dwukrotnie żonaty, ma syna i córkę.